# دریاچه سیبیناکوکا
دریاچه سیبیناکوکا (به اسپانیایی: Laguna Sibinacocha) یک دریاچه در پرو است که در منطقه کوسکو واقع شده‌است.